# 福島市国体記念体育館
福島市国体記念体育館（ふくしましこくたいきねんたいいくかん）は、福島県福島市仁井田字西下川原41-1に所在する体育館。1994年（平成6年）3月29日に竣工した。

## 概要
1995年に開催されたふくしま国体の開催を記念して建設された体育館で1994年に完成。福島市内におけるスポーツ分野の中枢を担うものとされた（福島市内には同規模の施設としてあづま総合体育館があるが県営施設である）。設計は教育施設研究所。市民大会だけではなくVリーグやねんりんピック、プロレスや総合格闘技などの大きな大会も開かれる。また、市管理施設で最大の収容人数を誇るため、福島市成人式の会場でもある。2019年6月より福島トヨタがネーミングライツを取得し、「福島トヨタクラウンアリーナ」の愛称が用いられている。

## 施設
- メインアリーナ（2,334 m2、固定席610席・電動可動席960席）
- サブアリーナ（1,050 m2）
- 研修室（117 m2）
- 軽スポーツ室（146 m2）
- トレーニング室（186 m2）
- 体力測定室

## 交通アクセス
- JR福島駅から、車で約5分[3]
- 福島西ICから、車で約10分 [3]

## 近隣
- 荒川桜づつみ河川公園・福島市吉井田学習センター - これらと合わせ一帯が総合公園のように機能している。
- 国道13号福島西道路